# Effetto intaglio
Dato un pezzo meccanico, si definisce effetto intaglio una diminuzione della sezione del pezzo, ottenuta attraverso foratura, spallamento o gola di scarico, che modifica l'andamento del flusso dello sforzo. La modifica comporta una sovrasollecitazione dello sforzo nella sezione interessata dall'intaglio.
Negli elementi strutturali sottoposti a tensione, che presentano discontinuità (come fori o variazioni improvvise della sezione), si presentano delle concentrazioni di tensione: la tensione massima differisce dalla tensione nominale calcolata con i normali metodi della scienza delle costruzioni.
L'effetto intaglio viene palesato matematicamente con un coefficiente moltiplicativo dello sforzo, il cosiddetto coefficiente di intaglio (o fattore di concentrazione della tensione), che esprime il rapporto tra la tensione massima presente vicino alla discontinuità (ovvero lo sforzo effettivo massimo causato dall'intaglio) e la tensione nominale calcolata nella sezione critica (ovvero lo sforzo in assenza di intaglio):
{\displaystyle k_{t}={\frac {\sigma _{max}}{\sigma _{nom}}}}